# Polygala durbanensis
Polygala durbanensis är en jungfrulinsväxtart som beskrevs av Chod.. Polygala durbanensis ingår i släktet jungfrulinssläktet, och familjen jungfrulinsväxter. Inga underarter finns listade i Catalogue of Life.